# Kostanjeviška jama
Kostanjeviška jama je kraška jama, ki leži v bližini Kostanjevice na Krki ob vznožju Gorjancev. Gorjance označuje razgiban kraški teren s krednimi apnenci, iz katerih so padavinske vode, podzemni vodni tokovi in tektonski premiki ustvarili jamo, v kateri so značilne sigaste tvorbe. Pred letom 1969 so jo imenovali Jama nad izvirom Studene ali Studena jama.
Leta 1937 so narasle vode odtrgale skale in odprle sedanji vhod v jamo, takrat pa se je začelo tudi njeno raziskovanje. Leta 1971 so v jami uredili električno razsvetljavo in uredili tristo metrov poti za turistični ogled najatraktivnejših delov jame. V celoti je jama dolga okoli dva kilometra, še vedno pa potekajo raziskave celotnega jamskega območja.
Poti do jame so urejene tako, da so primerne tudi za obisk otrok in starejših obiskovalcev. Voden ogled jame s strokovno razlago traja petdeset minut. V njej je ves čas stalna temperatura 12 stopinj Celzija.